# Framgång & Efterfrågan
Framgång & Efterfrågan är ett musikalbum släppt 2012 av hiphop-gruppen Maskinen. Albumet fick stor uppmärksamhet med låtarna Krossa alla fönster och Välkommen till mitt liv.

## Låtlista
1. Megalomani
2. Superbas
3. Liv och död
4. Slut för alltid
5. Du suger
6. Varför ska vi gå ut?
7. Bestman
8. Mamma sa
9. Krossa alla fönster
10. Stora trygga vargen
11. Ingenting kan stoppa mig
12. Signalspaning
13. Välkommen till mitt liv

## Krossa alla fönster
2011 släpptes den första singeln till albumet, Krossa alla fönster. Låten väckte stor uppmärksamhet då musikvideon innehöll manipulerade scener där Kung Carl XVI Gustaf ses delta i fyllejakt och scener med nakna strippor. Videon togs bort från videoklippstjänsten Youtube nästan direkt efter att den lades upp.

## Välkommen till mitt liv
När Välkommen till mitt liv släpptes så fick den också mycket uppmärksamhet när Frej Larsson rappar: "Jag låg med Amy Diamond långt innan hon vart känd.", vilket skulle betyda innan hon fyllt 13 år. Frej Larsson och Herbert Munkhammar försvarar sig med att låten var uppenbar satir.